# Bali (Grecja)
Bali (gr. Μπαλί) – niewielka turystyczna miejscowość w Grecji, położona na północnym wybrzeżu wyspy Kreta, w odległości ok. 50 km na zachód od Heraklionu, oraz 30 km na wschód do Retimno, w administracji zdecentralizowanej Kreta, w regionie Kreta, w jednostce regionalnej Retimno, w gminie Milopotamos. W 2011 roku liczyła 402 mieszkańców. W przeszłości niewielka osada rybacka, obecnie znacząca miejscowość turystyczna, oferująca turystom hotele o zróżnicowanym standardzie, liczne pensjonaty oraz kwatery prywatne. W Bali działają sklepy, tawerny i restauracje, nastawione głównie na obsługę ruchu turystycznego. W miejscowości znajduje się również niewielki port. Kurort umożliwia przyjezdnym uprawianie sportów wodnych, a także nurkowanie.
Bali położone jest nad kilkoma niewielkimi zatokami, na wysokim wybrzeżu, co wymusza zwartą zabudowę oraz racjonalne wykorzystanie dość niewielkich plaż.